# روث فيغا فرنانديز
روث فيغا فرنانديز هي ممثلة إسبانية والسويد، ولدت في 12 أبريل 1977 في إسبانيا.

## وصلات خارجية
- روث فيغا فرنانديز على موقع IMDb (الإنجليزية)
- روث فيغا فرنانديز على موقع قاعدة بيانات الأفلام السويدية (السويدية)
- روث فيغا فرنانديز على موقع قاعدة بيانات الفيلم (الإنجليزية)